# Nessa (Alta Córcega)
Nessa es una comuna y población de Francia, en la región de Córcega, departamento de Alta Córcega.
Su población en el censo de 1999 era de 77 habitantes.

## Demografía
| 97 | 97 | 98 | 100 | 91 | 77 |
| Para los censos de 1962 a 1999 la población legal corresponde a la población sin duplicidades (Fuente: INSEE [Consultar]) |    |    |     |    |    |